# إنتر ميلان موسم 2017–18
كان موسم 2017–18 هو الموسم الـ109 في وجود نادي إنتر ميلان لكرة القدم والموسم الـ102 على التوالي في الدوري الإيطالي. تنافس الفريق فقط في البطولات المحلية؛ الدوري الإيطالي وكأس إيطاليا.
في 20 مايو 2018، المباراة النهائية للموسم، فاز إنتر على لاتسيو 3–2 في ملعب الأوليمبيكو ليتأهل إلى دوري أبطال أوروبا لأول مرة في ستة مواسم. 